# Fabbricante di canzoni
 (décembre 2015).
Si vous disposez d'ouvrages ou d'articles de référence ou si vous connaissez des sites web de qualité traitant du thème abordé ici, merci de compléter l'article en donnant les références utiles à sa vérifiabilité et en les liant à la section « Notes et références ».
Albums de Simone Cristicchi
Dall'altra parte del cancello
(2007)
Fabbricante di canzoni (en français : Fabricant de chanson) est le premier album du chanteur italien Simone Cristicchi sorti en 2005.

## Liste des titres de l'album
1. Senza
2. Studentessa universitaria
3. Vorrei cantare come Biagio
4. Fabbricante di canzoni
5. L'isola
6. La filastrocca della Morlacca
7. Telefonata per l'estate
8. Ombrelloni
9. A Sambà
10. Stupidowski
11. Sul treno
12. Angelo custode
13. Questo è amore avec Sergio Endrigo
14. Rufus

Réédition 2006 dans la version du Festival de Sanremo
1. Che bella gente (deuxième place dans la section « Jeunes auteurs » du Festival de Sanremo 2006)
2. Fabbricante di canzoni
3. Studentessa universitaria
4. Vorrei cantare come Biagio
5. L'isola
6. Cellulare e carta SIM
7. Senza
8. La filastrocca della Morlacca
9. Telefonata per l'estate
10. Ombrelloni
11. A Sambà
12. L'autistico
13. Stupidowski
14. Sul treno
15. Angelo custode
16. Questo è amore avec Sergio Endrigo
17. Rufus